# Университет Пенджаба
Университет Пенджаба (урду جامعہ پنجاب‎, неофициально — Пенджабский университет) — государственный исследовательский университет, расположенный в центральной части города Лахор, Пенджаб, Пакистан. Старейший и крупнейший государственный университет в Пакистане. С многочисленными кампусами в Гуджранвале, Джеламе и Ханспуре университет был официально основан британским правительством после созыва первого заседания по созданию высших учебных заведений в октябре 1882 года в Шимле. Университет Пенджаба был четвёртым университетом, основанным колониальными властями Британии в Южной Азии, первые три находились в Бомбее, Мадрасе и в Калькутте. Один из трех университетов, отошедших Пакистану после раздела Британской Индии.
Университет предлагает широкий спектр базовых, аспирантских и докторских программ и имеет связи с различными институтами в Пенджабе.
В настоящее время университет посещают примерно 30 000 студентов. ПУ имеет в общей сложности 13 факультетов, в рамках которых существует 63 научных отдела, научно-исследовательских центров и институтов. Комиссией по высшему образованию Пенджабскому университету было присвоено первое место среди крупных многофакультетных университетов Пакистана. Среди выпускников и бывших преподавателей также есть два нобелевских лауреата. Кроме того, университет также является членом Ассоциации университетов Содружества.

## История
Основатель университета — Готлиб Вильгельм Лейтнер. Университет был официально создан 14 октября 1882 года на базе колледжа Университета Пенджаба (англ. Panjab University College). В отличие от трех ранее основанных университетов, которые были только исследовательскими институтами, Университет Пенджаба был как образовательным так и исследовательским учреждением с самого начала. Колледж Мохиндра (Патиала) был первым колледжем высшего образования, ставшим филиалом университета Пенджаба в 1882 году. Со своего основания в 1882 и до 1947 года Университет Пенджаба служил образовательным потребностям всего региона, включающего Пенджаб и Северную Индию. Обретение независимости Пакистаном в 1947 году сократило географическую юрисдикцию университета, так как он был разделён на два отдельных университета в соответствующих странах. Индийская часть стала называться Пенджабским университетом. Несколько крупных институтов, которые ранее были филиалами Университета Пенджаба, теперь стали независимыми университетами.

## Факультеты
- Факультет искусств и гуманитарных наук
- Факультет информационных технологий
- Факультет поведенческих и социальных наук
- Факультет коммерции
- Факультет экономики и методов управления
- Педагогический факультет
- Инженерно-технологический факультет
- Колледж инженерных и новых технологий (КИНТ)
- Факультет исламских исследований
- Юридический факультет
- Факультет наук о жизни
- Факультет медицины и стоматологии
- Факультет изучения Востока
- Фармацевтический факультет
- Факультет естественных наук
- Колледж изящных искусств и дизайна (основан Аной Молькой Ахмед)

### Библиотека
Библиотека Университета Пенджаба — одна из самых больших библиотек среди вузов Пакистана. Она имеет более чем полумиллионную коллекцию книг, журналов и периодических изданий. Расположена в красивом двухэтажном здании общей площадью 102 тысячи кв. футов. Читальные залы на обоих этажах вмещают примерно 2500 читателей. В библиотеке есть выход в интернет для студентов, чтобы собирать материалы в соответствии с новыми технологиями XXI века.

## Исследования и сотрудничество
Университет сотрудничает с различными университетами по всему миру и имеет соглашения с Колледжем сельского хозяйства и наук о жизни при Корнеллском университете и Университетом штата в Сан-Хосе в США. Он также имеет соглашения с Манчестерским, Бедфордширским, Бирмингемским университетами, Университетом Суррея, Брэдфордским и Кембриджским университетами, Университетом Дерби и Университетом Глазго в Великобритании. Кроме того, Университет Пенджаба сотрудничает с несколькими институтами в Китае и Иране.

## Известные выпускники
Среди выпускников Университета Пенджаба — два Нобелевских Лауреата: Хар Гобинд Корана и Абдус Салам.
Другие известные выпускники:
- Рахмат Али
- Сартадж Азиз
- Баба Харак Сингх
- Юсуф Реза Гилани
- Тахир Кадри
- Моинуддин Ахмад Куреши